# 南梁山駅
南梁山駅（ナミャンサンえき）は、大韓民国慶尚南道梁山市にある釜山交通公社2号線の駅である。駅番号は242。「凡魚」を副駅名としている。

## 駅構造
相対式ホーム2面2線の高架駅。フルスクリーンタイプのホームドアが設置されている。

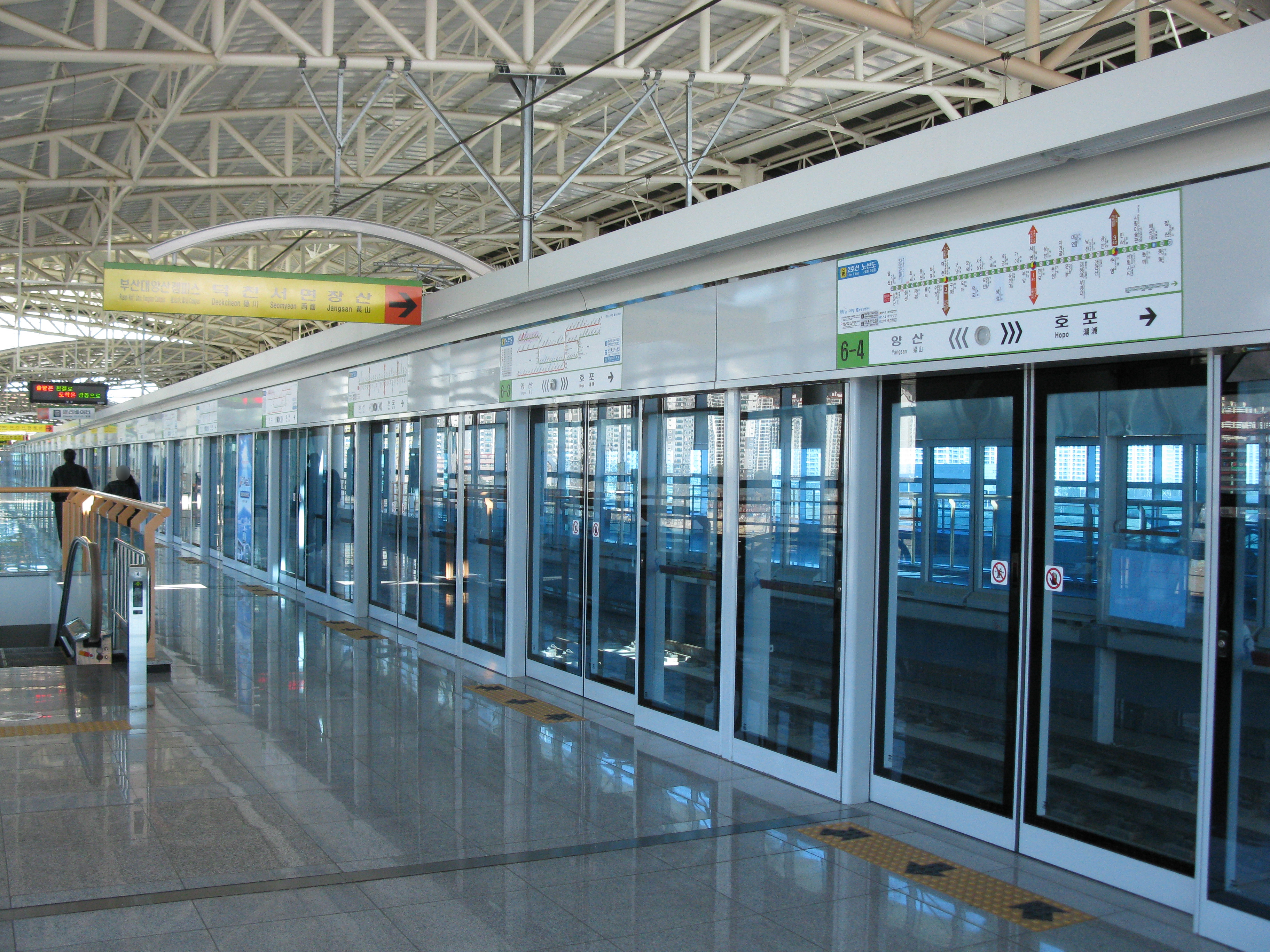
ホーム（2009年2月）
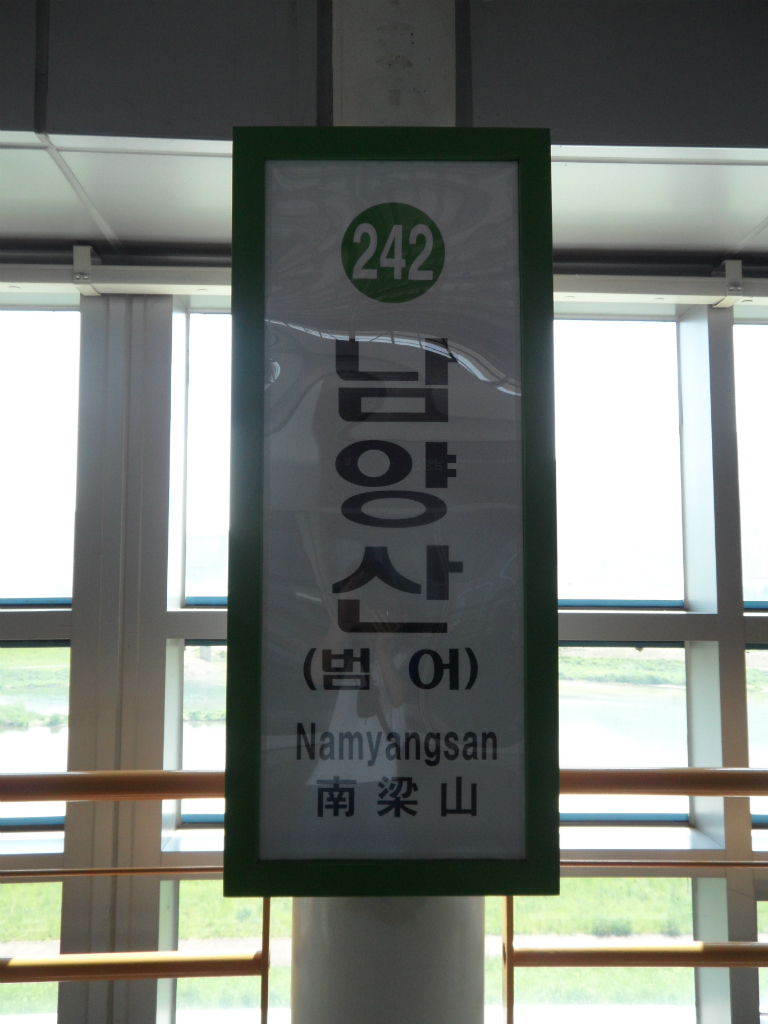
駅名標

### のりば
| 上り | 2号線 | 萇山方面 |
| 下り | 2号線 | 梁山方面 |

## 駅周辺
- 中央高速道路支線南梁山インターチェンジ
- 韓国地域暖房公社梁山支社
- 梁山タワー
- 梁山釜山大学校病院

## 歴史
- 2008年1月10日 - 開業。

## 隣の駅
釜山交通公社
 2号線
釜山大梁山キャンパス駅 (241) - 南梁山駅 (242) - 梁山駅 (243)